# Балка Гнилуша
Балка Гнилуша (рос. Б. Гнилуша) — балка (річка) в Україні у Олександрівському районі Донецької області. Права притока річки Самари (басейн Дніпра).

## Опис
Довжина балки приблизно 6,77 км, найкоротша відстань між витоком і гирлом — 6,18  км, коефіцієнт звивистості річки — 1,09 . Формується декількома безіменними балками та загатами.

## Розташування
Бере початок на західній стороні від селища Новоявленка. Тече переважно на північний захід через село Криниці і впадає у річку Самару, ліву притоку Дніпра.

## Цікаві факти
- У XX столітті на балці існувалао декілька газових свердловин[4].